# راتبورن برادرز
راتبورن برادرز (انگلیسی: Rathbone Brothers) شرکت خدمات مالی بریتانیایی است، که در سال ۱۷۴۲ تأسیس شد.